# 明长城及沿线城障烽燧
明长城及沿线城障烽燧，位于中国甘肃省嘉峪关、酒泉市肃州区、金塔、高台、临泽、张掖市甘州区、山丹、永昌、武威市凉州区、民勤、古浪、天祝、兰州、景泰、靖远等市、县、区，为一个省级文物保护单位，类型为古遗址。
明长城及沿线城障烽燧的历史年代为明代。